# Century Theatres
Pour les articles homonymes, voir Century.
Century Theaters est un exploitant de salles de cinéma américain dont les salles sont situées pour l'essentiel dans l'Ouest des États-Unis : Californie, Nevada, Utah et Arizona. Century Theaters a été créé en 1941. Son siège se situe à San Rafael (Californie).

## Personnalités liées
- Simone d'Herlys, artiste de music-hall.